# Ficarra
Ficarra là một đô thị ở tỉnh Messina trong vùng Sicilia của Italia, có vị trí cách khoảng 130 km về phía đông của Palermo và vào khoảng 60 km về phía tây của Messina. Tại thời điểm ngày 31 tháng 12 năm 2004, đô thị này có dân số 1.749 người và diện tích là 18,6 km².
Đô thị Ficarra có các frazioni (các đơn vị cấp dưới, chủ yếu là các làng) Matini, Crocevia, Sauro, và Rinella.
Ficarra giáp các đô thị: Brolo, Naso, Sant'Angelo di Brolo, Sinagra.